# La Rochénard
La Rochénard ist eine französische Gemeinde mit 526 Einwohnern (Stand: 1. Januar 2022) im Département Deux-Sèvres in der Region Nouvelle-Aquitaine (vor 2016 Poitou-Charentes). Sie gehört zum Arrondissement Niort und zum Kanton Mignon-et-Boutonne. Die Einwohner werden Rochénardais genannt.

## Geographie
La Rochénard liegt etwa 60 Kilometer östlich von La Rochelle und etwa 18 Kilometer südwestlich von Niort. Die Gemeinde liegt knapp außerhalb des Regionalen Naturparks Marais Poitevin, ist mit diesem jedoch assoziiert. Umgeben wird La Rochénard von den Nachbargemeinden Épannes im Norden, Vallans im Norden und Nordosten, La Foye-Monjault im Osten und Südosten, Val-du-Mignon im Süden, Mauzé-sur-le-Mignon im Westen sowie Prin-Deyrançon im Nordwesten.

## Bevölkerungsentwicklung
| Jahr                       | 1962 | 1968 | 1975 | 1982 | 1990 | 1999 | 2006 | 2013 | 2019 |
| Einwohner                  | 394  | 457  | 400  | 427  | 460  | 429  | 440  | 589  | 553  |
| Quellen: Cassini und INSEE |      |      |      |      |      |      |      |      |      |

## Sehenswürdigkeiten

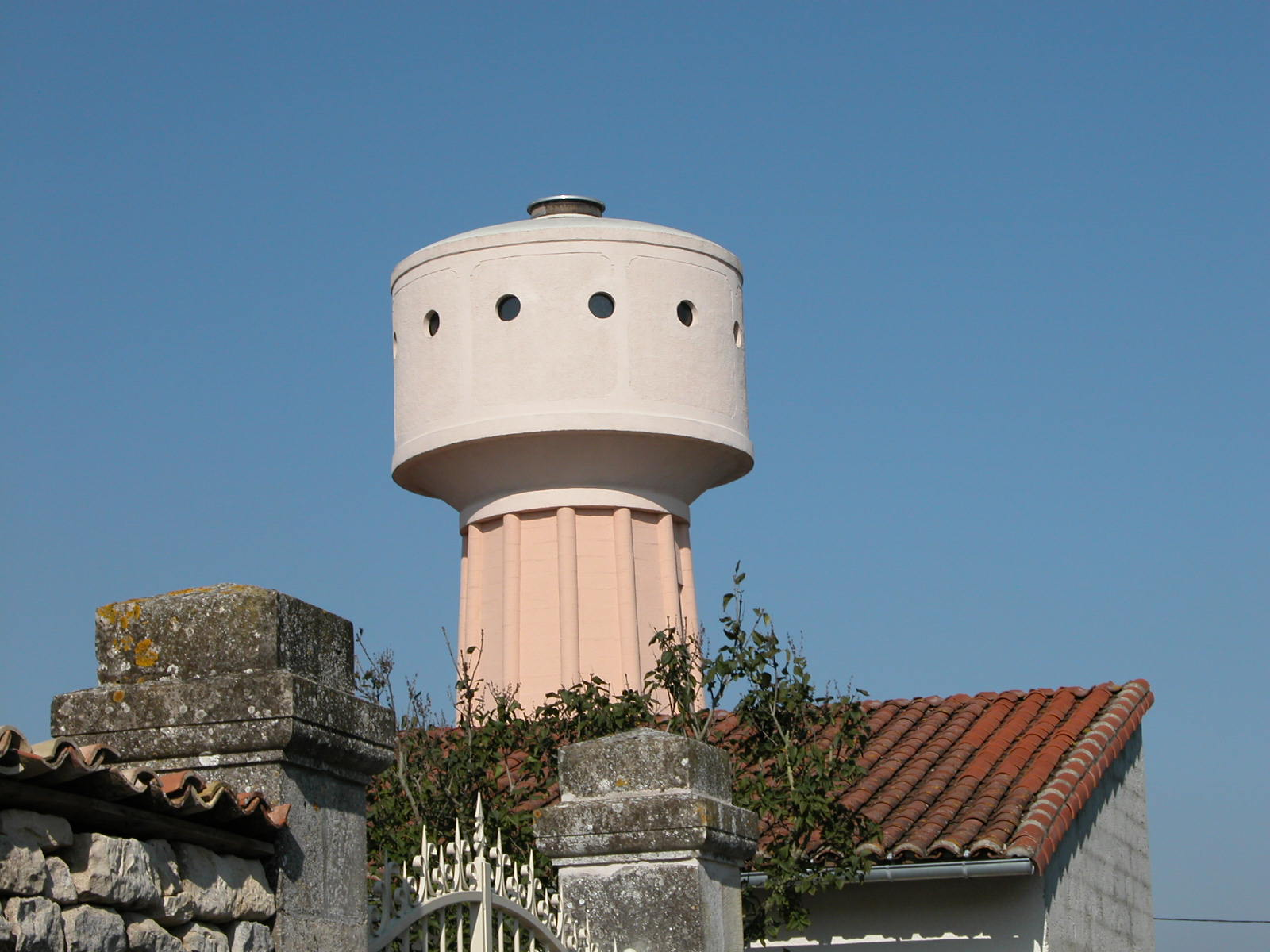
Wasserturm

- Kirche Saint-Laurent
- Wasserturm